# Thucca in Mauretania
Thucca in Mauretania (łac. Diocesis  Thuccensis in Mauretania) – stolica historycznej diecezji w Cesarstwie rzymskim, w prowincji Mauretania Sitifense, zlikwidowana w VII w. podczas ekspansji islamskiej, współcześnie w północnej Algierii. Obecnie katolickie biskupstwo tytularne.

## Biskupi
| Lp. | Biskup                      | Funkcja                                  | Od                | Do                |
| --- | --------------------------- | ---------------------------------------- | ----------------- | ----------------- |
| 1   | Ignacio de Alba y Hernández | emerytowany biskup Colima (Meksyk)       | 25 lipca 1967     | 18 stycznia 1976  |
| 2   | William McDermott           | biskup pomocniczy Huancavélica (Peru)    | 19 maja 1976      | 14 stycznia 1982  |
| 3   | Osmond Martin               | biskup pomocniczy Belize (Belize)        | 8 czerwca 1982    | 11 listopada 1983 |
| 4   | Vladimír Filo               | biskup pomocniczy Trnavy (Słowacja)      | 17 marca 1990     | 23 listopada 2002 |
| 5   | François-Xavier Maroy       | biskup pomocniczy Bukavu (DR Konga)      | 22 listopada 2004 | 26 kwietnia 2006  |
| 6   | William Avenya              | biskup pomocniczy Makurdi (Nigeria)      | 28 listopada 2008 | 29 grudnia 2012   |
| 7   | Moon Han-lim                | biskup pomocniczy San Martín (Argentyna) | 6 lutego 2014     | 5 grudnia 2020    |
| 8   | Wallace Ng’ang’a Gachihi    | biskup pomocniczy Nairobi (Kenia)        | 13 lutego 2024    | 15 sierpnia 2024  |